# Ludwig Guttmann
El professor Sir Ludwig Guttmann, conegut com a Poppa Guttmann (3 de juliol de 1899 - 18 de març de 1980) va ser un neuròleg britànic nascut a l'Alta Silèsia (llavors part d'Alemanya) que va fundar els Jocs Paralímpics a Anglaterra. Metge jueu, va haver de fugir de l'Alemanya nazi just abans de l'inici de la Segona Guerra Mundial. Se'l considera un dels fundadors de les activitats físiques per a persones discapacitades.
Era comandant de l'Ordre de l'Imperi Britànic i membre de la Royal Society.

## Infància
Ludwig Guttmann era el major dels seus germans. Va néixer a la petita població altosilesiana de Tost (actualment Toszek, Polònia). Als tres anys es va traslladar a Königshütte, una important ciutat minera propera.

## Primers anys de carrera
El 1917 va començar a treballar a l'hospital de Königshütte, on Guttmann es va trobar per primera vegada amb pacients paraplègics per lesions medul·lars. El primer d'ells va ser un miner del carbó que va morir de septicèmia als cinc dies.
A l'abril de 1918 va iniciar els seus estudis de medicina a la Universitat de Breslau. Guttmann la va deixar a la primavera de 1919 per prosseguir els seus estudis a la Universitat de Friburg, on es va doctorar en medicina a 1924. En aquest any va retornar a Breslau per treballar en el departament de Neurologia del professor Otfrid Foester. El 1928 va passar a treballar com neurocirurgià en una clínica psiquiàtrica de 300 llits de la Universitat d'Hamburg, on va romandre un any. El 1929 Foester li va oferir un lloc d'ajudant, el qual va acceptar. El 1930 va fer la tesi d'habilitació que el va convertir en professor a la Universitat de Breslau.

## Alemanya nazi
Encara que el 1933 Guttmann era considerat el neurocirurgià més important d'Alemanya, amb l'arribada dels nazis al poder es va prohibir als jueus l'exercici professional de la medicina. Guttmann va ser acomiadat i immediatament va passar a ser director dels departaments de neurologia i neurocirurgia de l'Hospital Jueu de Breslau. El 1937 va ser triat director mèdic de la institució. Des de l'inici de la repressió nazi contra els jueus, Guttmann va rebre diverses ofertes perquè emigrés. No obstant això les va rebutjar perquè considerava que aquell règim no duraria. Va arribar a la presidència de la Comunitat Mèdica Jueva. Al setembre de 1938, la Gestapo el va instar a que deixés d'atendre persones no jueves a l'hospital. Després dels atacs antisemites de la Nit dels Vidres Trencats, el 9 de novembre de 1938, Guttmann va ordenar al personal de l'hospital, del qual ja era director, que admetés a qualsevol persona sense preguntes. L'endemà va haver de justificar la seva decisió, cas a cas, davant la Gestapo. De les 64 persones ingressades, 60 es van salvar de l'arrest i la deportació a camps de concentració. Va ser arran d'aquests fets que Guttmann va assumir la necessitat d'abandonar Alemanya.

## Establiment a la Gran Bretanya
Com a tots els jueus, a Guttmann se li havia confiscat el passaport i no tenia autorització per viatjar. No obstant això, va rebre l'ordre del ministre d'Afers Exteriors, von Ribbentrop, de viatjar a Portugal per tractar un amic del dictador Salazar, el desembre del 1938. Per al seu viatge de tornada se'l va autoritzar a passar per Anglaterra. Va aprofitar aquesta circumstància per sol·licitar ajuda al Council for Assisting Refugee Academics (CARA).
El CARA va aconseguir visats per a Ludwig, la seva dona i els seus dos fills, i una beca de 250 lliures per al sosteniment de la família. També li va proporcionar un lloc d'investigador a la Radcliffe Infirmary, a Oxford, i continuar el seu treball a l'hospital del Col·legi Militar de St. Hugh's per Ferides del Cap.
Durant les primeres setmanes després de la seva arribada a Oxford, els Guttmann van residir en el Master's Lodge del Balliol College, fins que es van instal·lar en una petita casa aparellada de Lonsdale Road. Als seus fills se'ls va inscriure gratuïtament a l'escola privada Greycotes, a instància de la seva directora. La família es va integrar a la comunitat jueva d'Oxford, que estava experimentant una gran expansió per l'afluència d'acadèmics que havien estat expulsats -o aconseguien fugir- de l'Europa ocupada.

## Treball durant la Segona Guerra Mundial
La mortalitat de la paraplegia per traumatisme en els exèrcits britànic i nord-americà va arribar a la Primera Guerra Mundial a assolir taxes de fins al 80%. Els pocs supervivents solien tenir una qualitat de vida molt dolenta, destinats en general a romandre en institucions per a malalts incurables durant la resta de les seves vides. La seva esperança de vida només arribava a tres mesos a partir de la ferida.
A requeriment del Consell per a la Investigació Mèdica d'Anglaterra, Guttmann va presentar el desembre del 1941 un estudi sobre el tractament i rehabilitació dels pacients de ferides a la medul·la espinal. De resultes d'aquest estudi, el Consell per a la Investigació Mèdica va decidir la creació d'un centre per als afectats per lesions de medul·la espinal. La decisió es va adoptar també en previsió de l'obertura d'un segon front, operació que es preveia per a la primavera del 1944 i que s'anticipava que provocaria nombrosos lesionats d'aquest tipus.
Al setembre del 1943 el govern britànic va nomenar a Guttmann director del centre, el qual es va instal·lar a l'Hospital de Stoke Mandeville (Buckinghamshire) l'1 de febrer del 1944, amb 26 llits. Tot i que el centre estava concebut principalment per a militars ferits, també va atendre alguns civils. Guttmann va acceptar amb la condició que el centre fos totalment independent i que li permetessin aplicar els seus mètodes per a la totalitat del tractament dels pacients al seu càrrec, des de les fases inicials fins a la seva reintegració a la societat.
L'objectiu de Guttmann era integrar els pacients en la societat com a membres útils i respectats malgrat el seu elevat grau de discapacitat. Durant els primers dos anys de funcionament del centre va haver d'afrontar les crítiques dels que opinaven que no valia la pena dedicar tants recursos a unes persones amb uns impediments tan grans.
Va adquirir la nacionalitat britànica el 1945.

## Fundació dels Jocs Paralímpics
El desig de Guttmann de reintegrar els seus pacients a una vida social tan completa com fos possible s'estenia a tots els aspectes, la qual cosa, en el cas de la societat anglesa, incloïa l'esport. D'altra banda, Guttmann havia practicat esports com a membre d'una fraternitat universitària jueva, alhora que els valorava com a teràpia. A més de restaurar la força, coordinació, rapidesa i resistència de la persona discapacitada, els esports representaven una aportació pel seu aspecte recreatiu i el seu valor psicològic per contrarestar actituds antisocials i psicològicament anormals, com complexos d'inferioritat, ansietat, pèrdua de l'autoestima o autoaïllament.
Encara que l'esport no era l'única activitat de rehabilitació social que s'exercia a Stoke Mandeville, ja que també hi havia tallers de fusteria i rellotgeria, va ser l'activitat que més va distingir a la llarga l'hospital. Guttmann havia observat que alguns pacients s'havien agenciat un disc d'hoquei i usant bastons com pals es dedicaven a empènyer, alhora que movien les seves cadires de rodes. Aquest esport, conegut com a polo de cadira de rodes, presentava riscos per als pacients i va ser substituït per altres com bàsquet tir amb arc, netball, llançament de javelina i billar. El tir amb arc era popular pel fet que en basar-se en la força de la meitat superior del cos permetia als paraplègics competir contra persones sanes.
El 29 de juliol del 1948, Guttmann va organitzar la primera activitat esportiva més enllà dels residents en el seu hospital, a convidar a un equip de pacients d'un hospital de Richmond a competir en tir amb arc i llançament de javelina: van ser els primers Jocs de Stoke Mandeville. Van competir setze pacients, entre ells dues dones. Van coincidir amb la inauguració dels Jocs Olímpics de Londres de 1948.
La segona edició dels Jocs de Stoke Mandeville va tenir lloc exactament un any després. La competició es va ampliar a 37 esportistes de sis hospitals. Va ser en aquesta edició quan Guttmann va fer pública la seva intenció d'avançar cap a un moviment equivalent l'olímpic, però dedicat als esportistes discapacitats. A 1951 els jocs comprenien ja quatre esports (arc, netball, javelina i billar), i 126 participants d'onze hospitals de tot el Regne Unit.
La primera edició amb participació internacional va ser la del 1952, quan va participar una representació de l'hospital de veterans de Aardenburg (Països Baixos). El 1959 els jocs havien crescut fins a 360 competidors de 20 països.
El 1960, els llavors anomenats International Stoke Mandeville Games es van celebrar juntament amb els  Jocs Olímpics de Roma de forma oficial, per la qual cosa se'ls considera els primers Jocs Paralímpics (si bé el terme només se'ls aplica - de manera retroactiva - des del 1984).

## Vida posterior
El 1960 Ludwig Guttmann va fundar la British Sport Association for the Disabled i va ser president fundador de la International Medical Society of Paraplegia (posteriorment anomenada International Spinal Cord society) del 1961 al 1970.
El 1967 va deixar la gestió del centre de Stoke Mandeville.
Quan el 1968 la celebració dels Jocs Paralímpics es va veure en perill pels problemes organitzatius de Mèxic, va donar suport a la seva celebració a Israel, de manera que es garantia la continuïtat del l'esdeveniment.
Ludwig Guttmann va morir d'una trombosi coronària el 18 de març de 1980.